# Philippe d'Aram
Pour les articles homonymes, voir Aram.
Philippe d’Aram, né le 28 décembre 1947 à Piré-sur-Seiche (Ille-et-Vilaine) est un compositeur de musique de films et enseignant, français.

## Biographie

### Famille
Philippe Christian Marie Joseph d'Aram de Valada, dit Philippe d'Aram, naît le 28 décembre 1947 à Piré-sur-Seiche du mariage du comte Henri Marie Guillaume d'Aram de Valada, colonel de cavalerie, et Marie-Germaine Georgette Josèphe de La Bigne de Villeneuve.
Il est l'oncle de Quentin d'Aram de Valada, joueur de rugby à XV.

### Carrière musicale
Autodidacte, Philippe d'Aram apprend la guitare classique et moderne ainsi que le solfège et l’harmonie. Il suit des cours d’orchestration à la Cité de la musique de Paris. Après de brèves incursions dans la chanson, sa rencontre avec François Dupeyron sera déterminante pour sa carrière dans le monde de la musique de film. Leur première collaboration, L’ornière, obtient une nomination au César du meilleur court-métrage en 1976. Par la suite, il continue à travailler avec François Dupeyron, pour le réalisateur Paul de Roubaix, pour des documentaires, des grands reportages et des courts métrages.
Il est l'auteur de la musique de treize longs métrages pour les réalisateurs Claude Zidi, Bruno Zincone, Walérian Borowczyk, Jean Rollin et Jean-Pierre Chrétien-Gony.
En 1992, il gagne l’appel d’offre et signe la musique officielle des Jeux olympiques d'Albertville, enregistré par l’orchestre de Paris et le chœur d’enfants de la maîtrise des Hauts-de-Seine.
Il fait également de nombreux films institutionnels entre autres pour la mairie de Paris, l’ONF (Office National des Forêts), IBM France, Yves Rocher, Nina Ricci, Pernod Ricard, Total, Kodak, les Avions Marcel Dassault, l’Aérospatiale et Sufenta composant chimique.
Il compose les musiques de certains documentaires pour Nicolas Hulot comme Okavango - Les rescapés du Gondwana, Carnet de vol carnet de vie pour France 3, le Tricentenaire de la Comédie Française pour TF1, ainsi que Si ça vous change pour France 2 et Vive l’eau pour la Géode.
Il réalise également des jingles pour France Info (Quelle époque épique de Yolaine de La Bigne) et pour France Inter, ainsi que tout l’habillage de la chaine de télévision Suisse RTSI.
Il est membre de jurys dans des festivals de films tels que le festival international du court métrage de Clermont-Ferrand, le festival du film documentaire de Biarritz, le festival du film FEMI en Guadeloupe, le festival musique et cinéma à Auxerre.
Il partage son travail de compositeur avec celui d’enseignant-pédagogue.
Il enseigne la musicologie et la méthodologie de la musique de film, à de futurs metteurs en scène, dans plusieurs écoles de cinéma de 1988 à 2016 : à l'Institut international de l'image et du son (3IS), au département image de l'université Paris-VIII à Marne-la-Vallée, à l'Ecole internationale de création audiovisuelle et de réalisation (EICAR), à l'Ecole française d’enseignement technique (Efet), la musicologie et la méthodologie de la musique de film, à de futurs metteurs en scène. En parallèle, il donne aussi des conférences dans des festivals de films, des conservatoires, des associations et des médiathèques sur le thème du pouvoir de la musique sur l’image.
Philippe d’Aram est membre de la Société des auteurs, compositeurs et éditeurs de musique (Sacem), et  de l’Union des compositeurs de musique de films (UCMF) où il a été administrateur durant neuf ans.

## Compositions
Philippe d'Aram a composé plus de cent œuvres musicales,,, dont les musiques des films suivants :
- Fascination (1979) - Jean Rollin
- Bête, mais discipliné (1979) - Claude Zidi
- Les Héroïnes du mal, en collaboration avec Olivier Dassault[8],  (1980) - Walerian Borowczyk
- Les Paumées du petit matin (1981) - Jean Rollin
- La Morte vivante (1982) - Jean Rollin
- Emmanuelle 6 (1988) - Bruno Zincone
- Perdues dans New York (1989) - Jean Rollin
- Carnet de vol, carnet de vie (1995) - Jean-Pierre Chrétien-Gony
- Les orphelines vampires (1997) - Jean Rollin
- La Fiancée de Dracula (2002) - Jean Rollin
- La Nuit des horloges (2007) - Jean Rollin
- Le Masque de la Méduse (2010) - Jean Rollin
- Les contes galants de La Fontaine (1980) José Bénazéraf